# 花蓮暮蟬
花蓮暮蟬（学名：[Tanna karenkonis] 错误：{{Lang}}：文本有斜体标记（帮助））为蟬科暮蟬屬下的一个种，成蟲於每年7月出沒，常見於中、低海拔山區，分布於花蓮的華綠溪、天祥、瑞穗紅葉溫泉等處，具趨光性，臺灣特有種，舊名「花蓮港蜩」，體型與同屬相似，公蟬體長約33（1.3英寸），前翅長約39（1.5英寸）。